# Muséum d'histoire naturelle de Gray
Pour les articles homonymes, voir Muséum d'histoire naturelle.
Le Muséum d'histoire naturelle de Gray est un musée exposant des collections liées à l'histoire naturelle et présentant des expositions liées à l'histoire naturelle et à la région grayloise.

## Histoire
Un premier musée a ouvert ses portes dans les salons de l'Hôtel de Ville au milieu du XIXe siècle. Dans ce premier musée, des collections beaux-arts et des collections de sciences naturelles se côtoient mais faute de place, nombreuses sont les pièces qui ne sortent pas des caisses. En 1839, la ville de Gray achète à Charles Dubois, receveur municipal, une importante collections de fossiles et de minéraux qui viennent enrichir les collections. Les collections beaux-arts se désolidarisent du premier musée en ouvrant au public en 1903, dans l'ancien château de la ville. Ce nouveau musée prend le nom de musée Baron Martin en 1913, en hommage à cet homme politique et historien de Napoléon.
Les collections d'histoire naturelle forment alors la base du muséum qui consacre chaque année deux salles de son rez-de-chaussée à une exposition temporaire autour d'un thème de l'histoire naturelle et de la région grayloise.

## Collections
- 700 oiseaux, poissons, 12 mammifères et 400 insectes naturalisés[3]
- Herbier du canton de Gray (1814 parts, 1112 espèces et variétés) et Herbier général de l’Est de la France (4625 parts, 3125 espèces et variétés) constitués par René Charles Joseph Maire (1878-1949), Professeur des universités, Membre de l'Institut de France (Académie des sciences), ancien élève du Lycée Augustin Cournot (Gray)[3]
- 6700 fossiles[3]
- 1400 échantillons de roches et minéraux[3]
- 181 planches du célèbre naturaliste Buffon[3]

## Les savants graylois

### Auguste Étallon
Auguste Étallon est né dans une famille de marchands à Luxeuil. Après de brillantes études universitaires, il entre à la chaire de mathématiques du collège de Gray en 1857 et publie parallèlement des études de géologie,. Le muséum conserve ses collections.

### Louis-Édouard Gourdan de Fromentel
Né à Champlitte, Louis-Édouard Gourdan de Fromentel fait des études de médecine avant de s'établir à Gray où ils se consacre à la paléontologie. Membre de la société géologique de France et de plusieurs autres sociétés savantes, il participe aux 16 derniers volumes de la Paléontologie française, un ouvrage toujours utilisé par les paléontologues du monde entier,. Le muséum conserve une partie des originaux ayant servi à caractériser les espèces fossiles.

### René Maire
Pendant son enfance, René Maire accompagne son père (officier des Eaux et Forêts) dans ses tournées et s'émerveille de cette flore. Dès son adolescence, il se met en tête de déchiffrer les « arcanes de la nature » et de ses 15 ans à ses 18 ans, il rédige une dizaine de notes sur la flore de Gray. À 18 ans il est déjà l'auteur d'un herbier de la Haute-Saône,. Au début du XXe siècle, il entreprend de nombreuses études de la végétation de l'Afrique du Nord (10566 pages) avant de s'éteindre à Alger en 1949,.

Son herbier de la Haute-Saône est conservé au muséum.

Quelques insectes du muséum
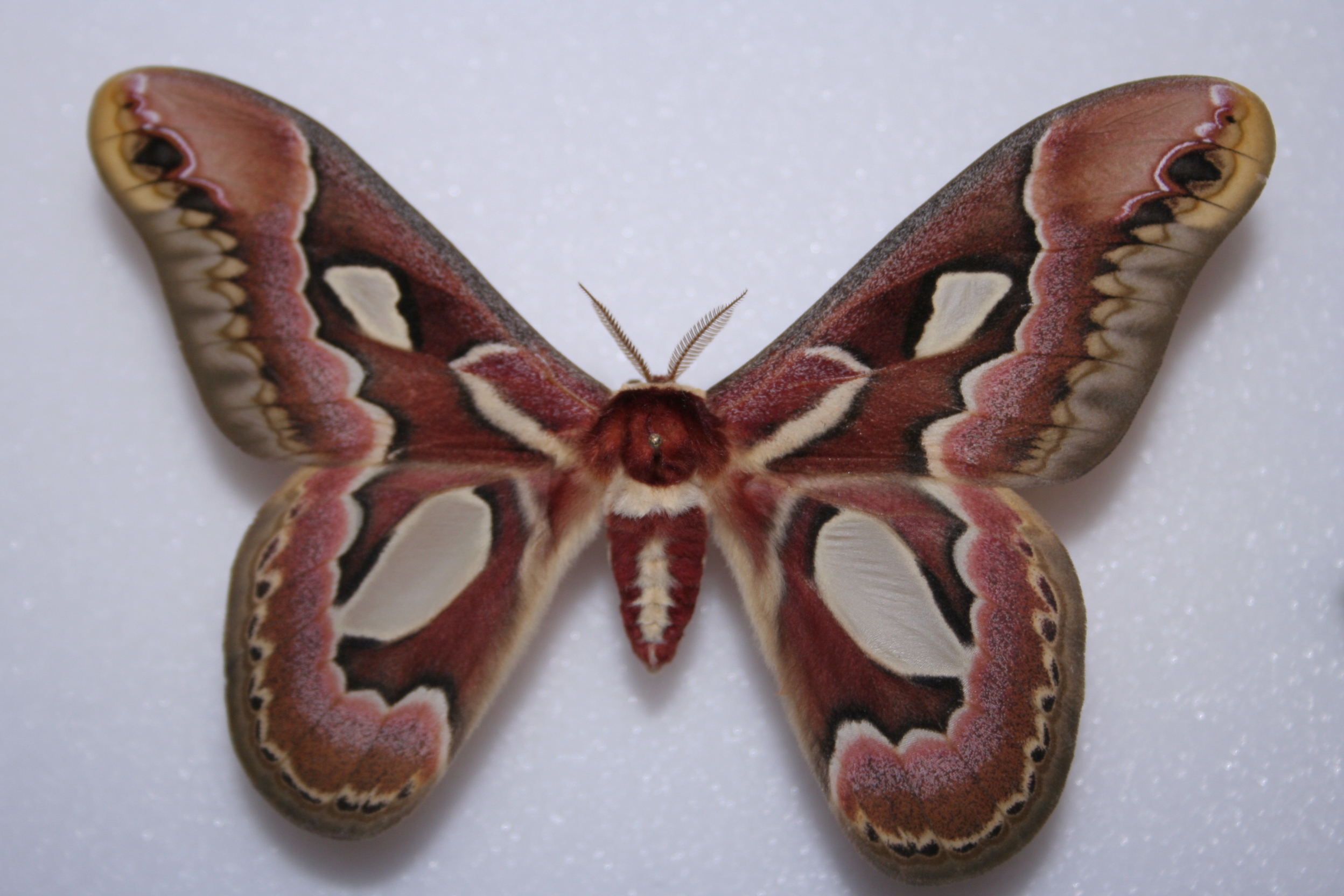
Rothschildia jacobaeae Walker, 1855.
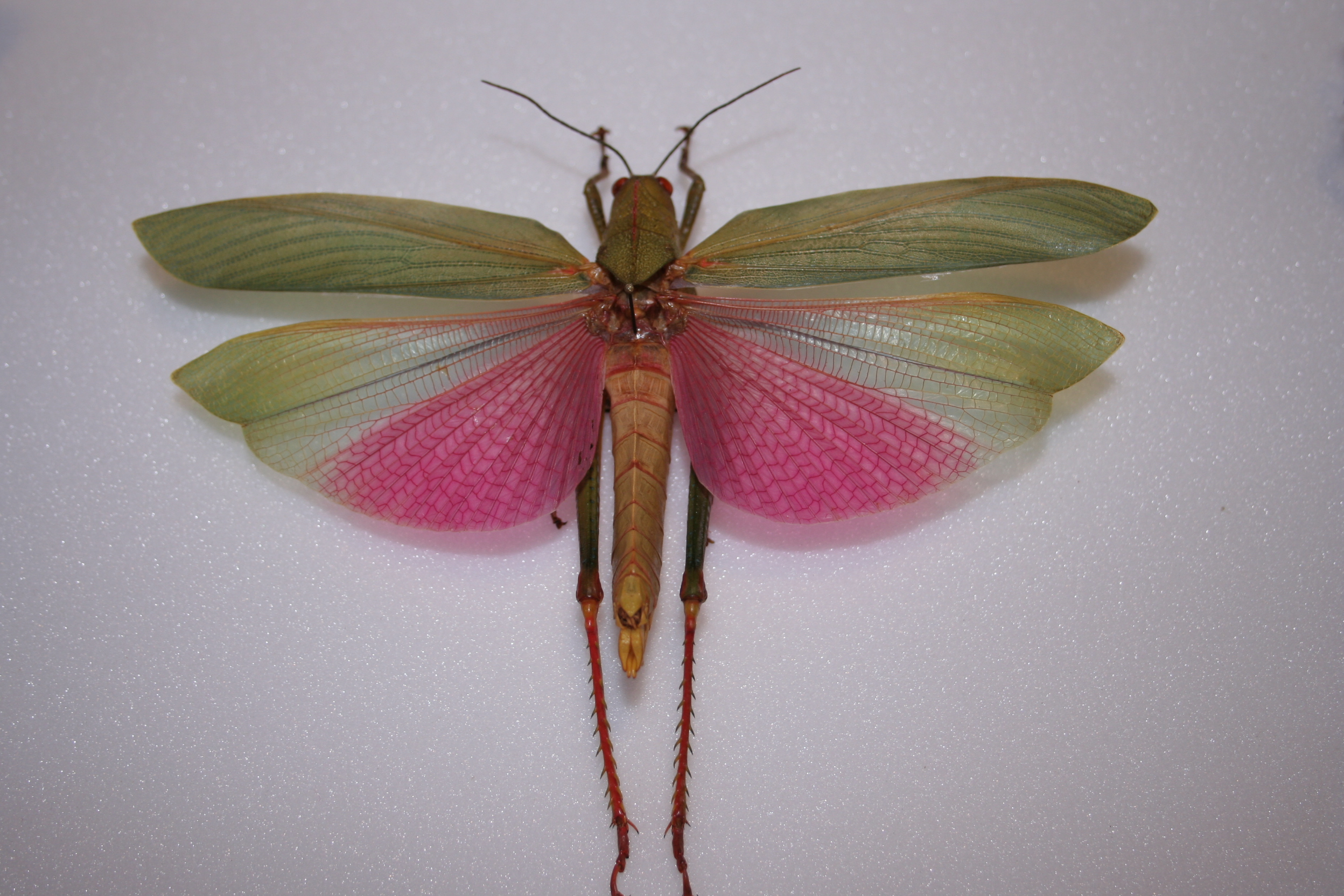
Titanacris.
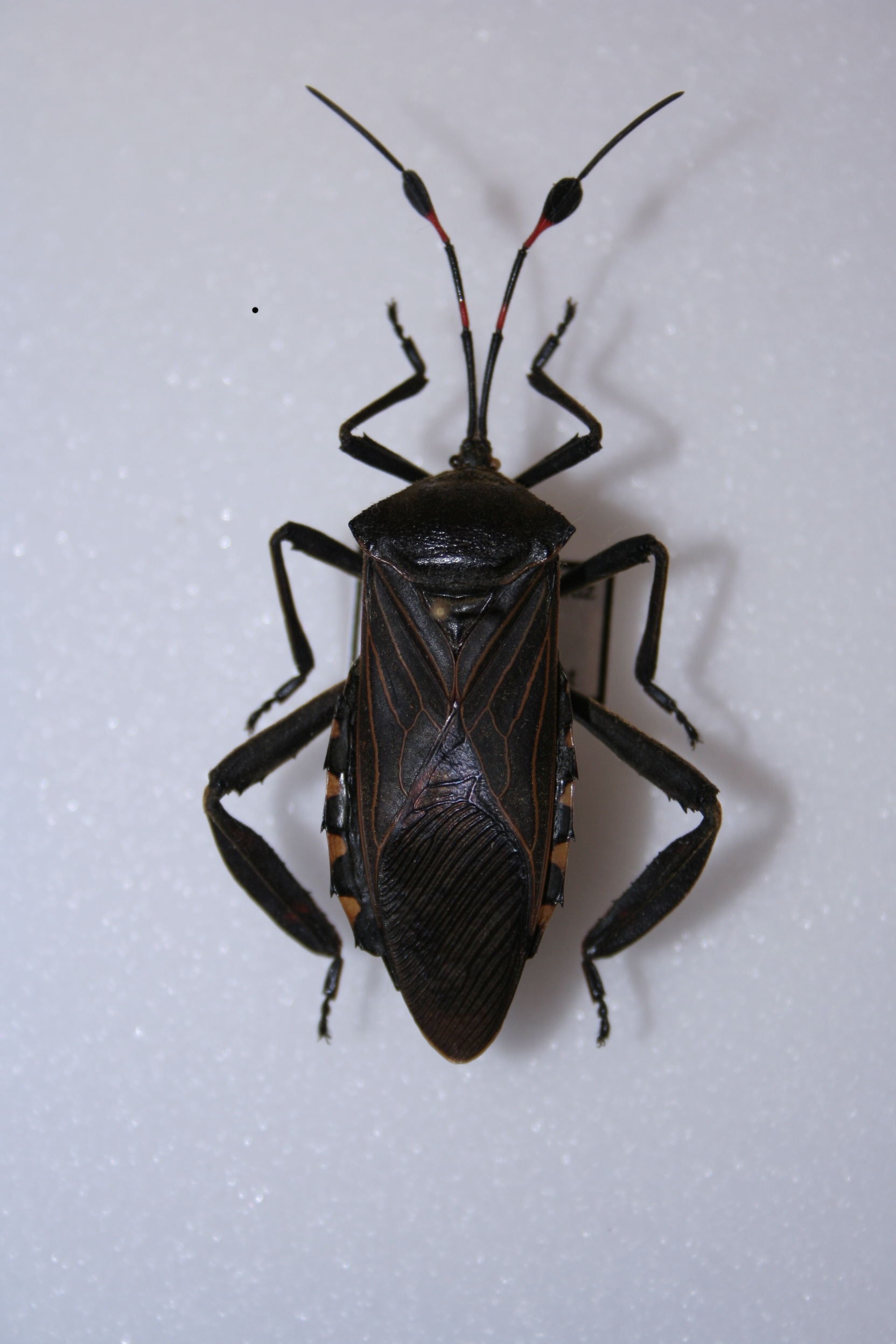
Thasus acutangulus.
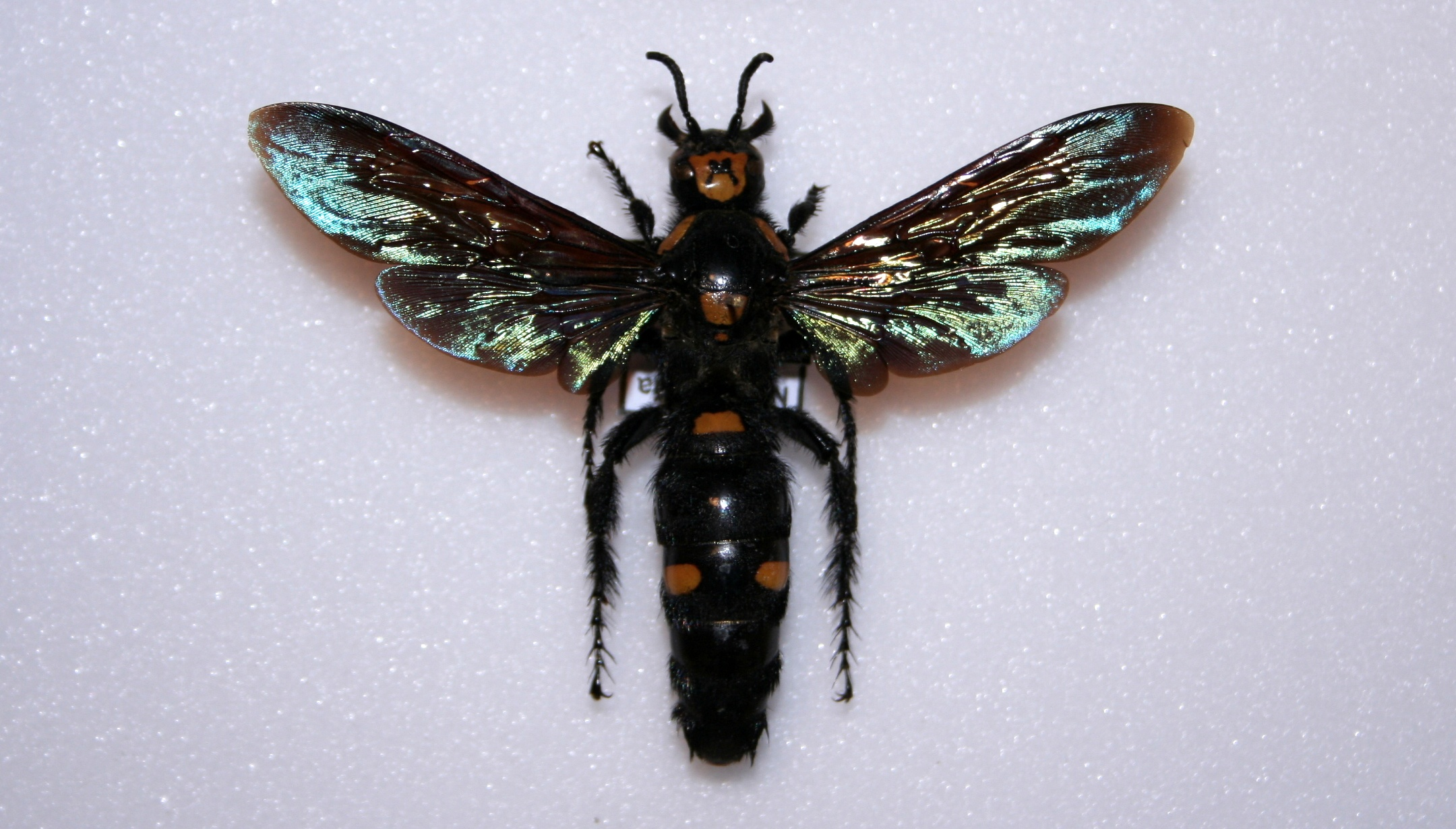
Megascolia procer Illiger, 1908.
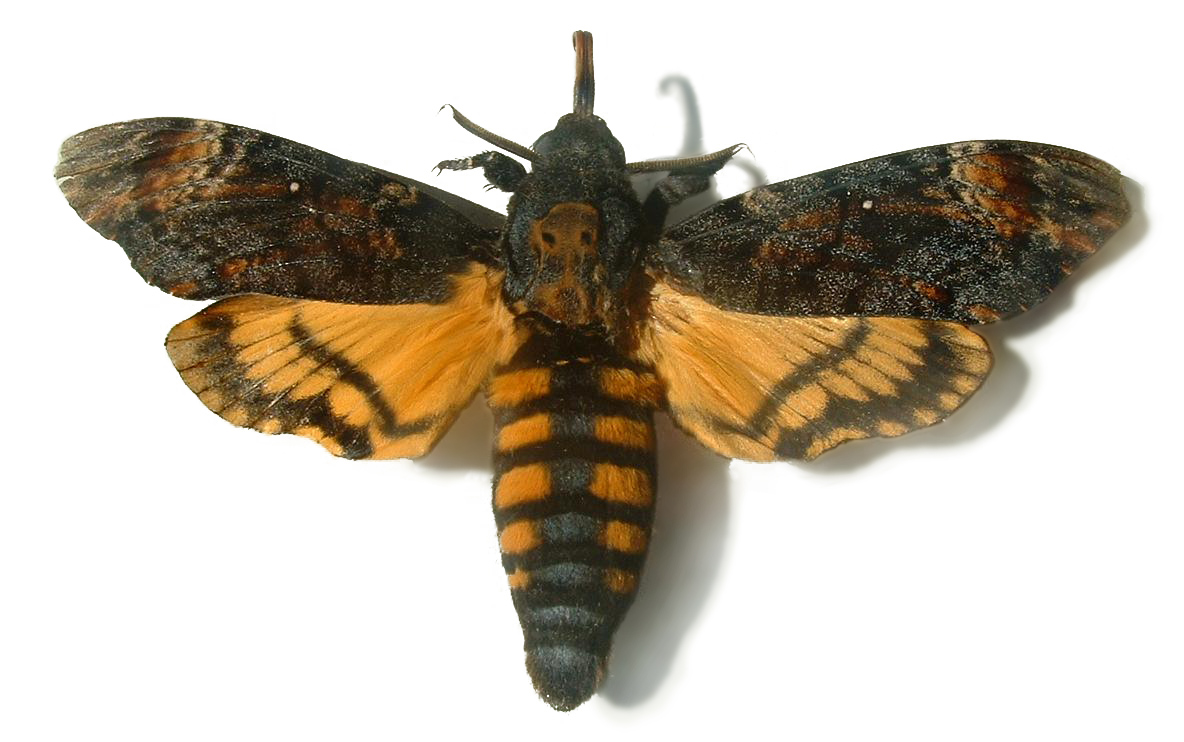
Acherontia atropos, 2005.

## Expositions du muséum
Le muséum présente une exposition thématique par an.
| Oiseau, quel est ton nom ? | 2024      |
| Le Muséum en Liberté | 2023      |
| Allons voir si la rose... Faune et Flore du Val de Gray | 2022      |
| Au temps de la préhistoire, c'était comment ? | 2019-2020 |
| Lumière sur la nuit | 2018      |
| Comme un poisson dans l’eau | 2016-2017 |
| Drôles d’oiseaux | 2015      |
| De chair et d’os | 2014      |
| Patates et Cie | 2013      |
| Coquillages et Cie | 2012      |
| Graines et Cie | 2010-2012 |
| Le voyage de George Anson : une circumnavigation au siècle des Lumières | 2008-2009 |
| 300 ans de partage des connaissances en Science Naturelle Linnée, Buffon, Darwin, Classifications modernes avec la participation du fonds patrimonial de la bibliothèque de Gray | 2007      |
| Archéologie en Franche-Comté avec l'ARESAC | 2006      |
| Arbres et Compagnie | 2005      |
| Poissons et compagnie | 2003      |
| Abeilles et compagnie | 2002      |